# 曼努埃爾埃塞基埃爾布魯蘇亞爾市
9°56′N 65°10′W / 9.933°N 65.167°W

曼努埃爾埃塞基埃爾布魯蘇亞爾市（西班牙語：Municipio Manuel Ezequiel Bruzual），是委內瑞拉的一個市，位於該國東北部安索阿特吉州，首府設於克拉里內斯，面積1,566平方公里，2007年人口32,532，人口密度為每平方公里21人。